# Carl-Blechen-Denkmal

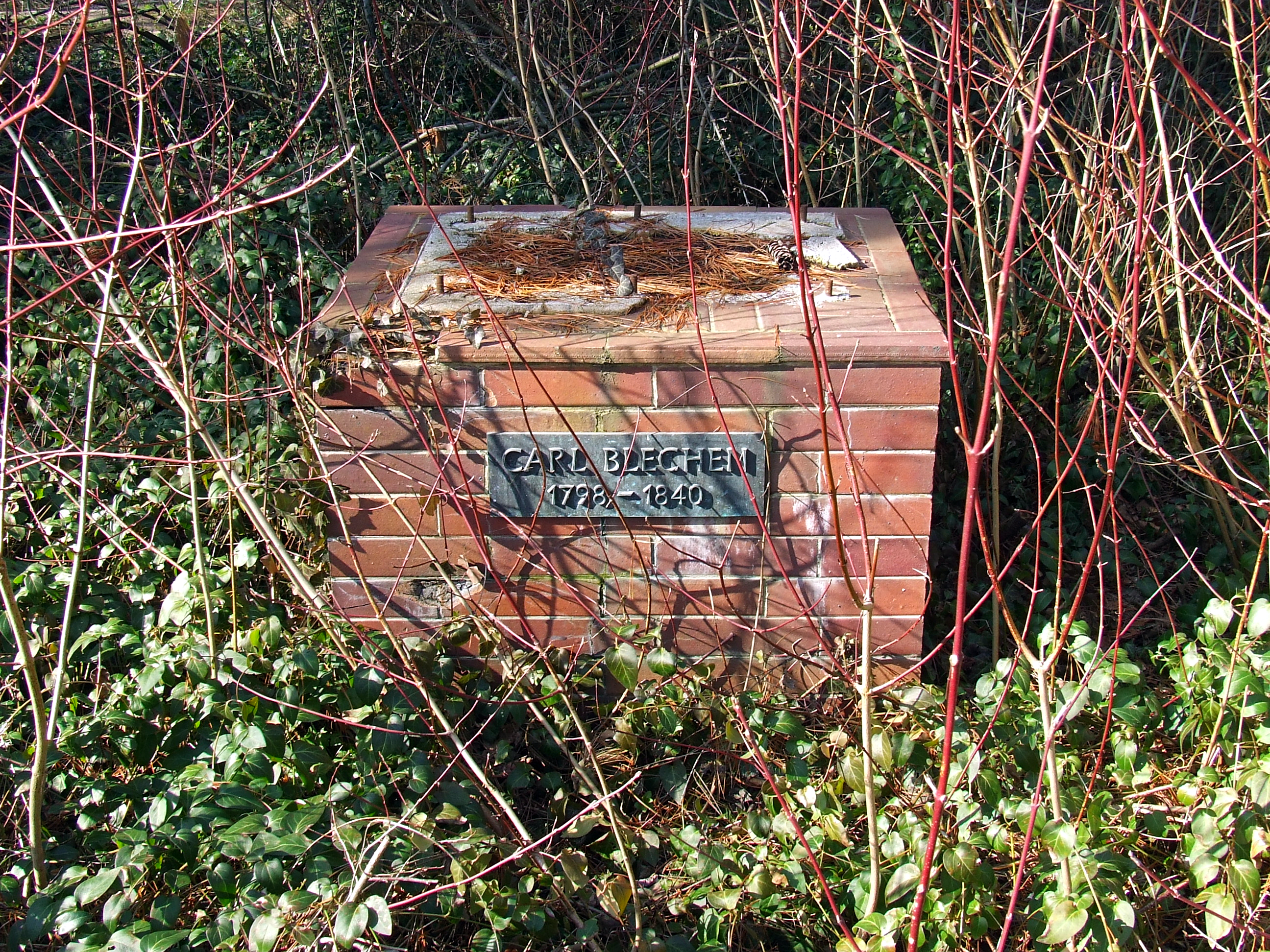
Sockel des alten Carl-Blechen-Denkmals (2019)

Das Carl-Blechen-Denkmal ist ein Denkmal in Cottbus in Brandenburg. Es steht im Carl-Blechen-Park im Westen des Cottbuser Stadtteils Sandow.

## Geschichte

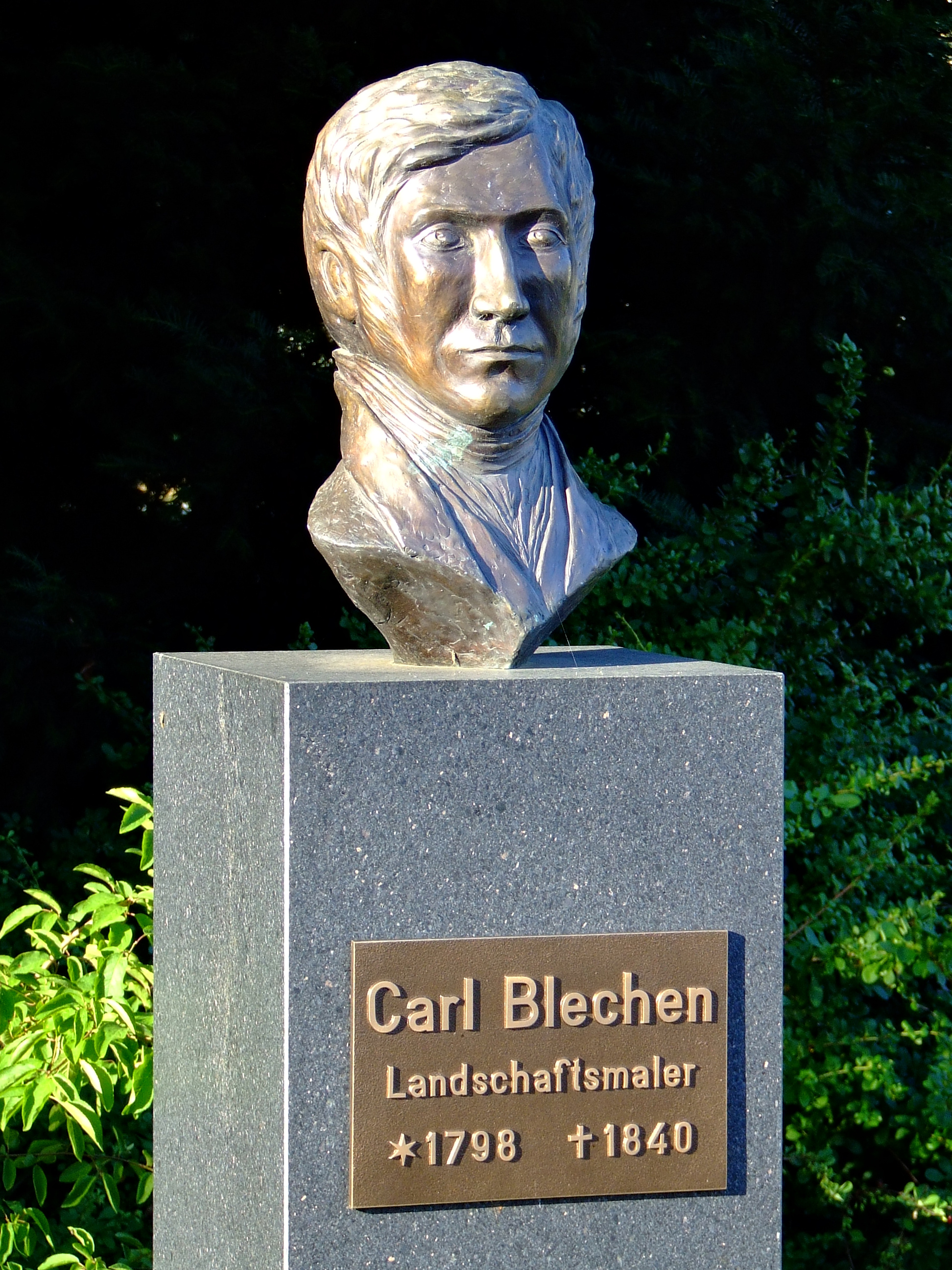
Neue Büste in der Stadtpromenade

Das Denkmal wurde im Jahr 1957 aufgestellt und ist dem Landschaftsmaler Carl Blechen gewidmet, der 1798 in Cottbus geboren wurde. Es wurde von dem Künstler Jürgen von Woyski angefertigt, die Bronzefigur Carl Blechens wurde von der Kunst- und Glockengießerei Lauchhammer gegossen. Auf dem Sockel befand sich eine Tafel mit Blechens Lebensdaten. Die Bronzefigur wurde Anfang Februar 2008 vermutlich von Metalldieben entwendet, seitdem stand nur noch der Sockel.
Der Plan, die Statue durch eine Replik zu ersetzen, scheiterte u. a. am Einspruch der Erben des Künstlers. Am 21. Oktober 2022 wurde ersatzweise eine Büste in der Stadtpromenade aufgestellt. Diese befindet sich an der Ecke Berliner Straße/Mauerstraße.

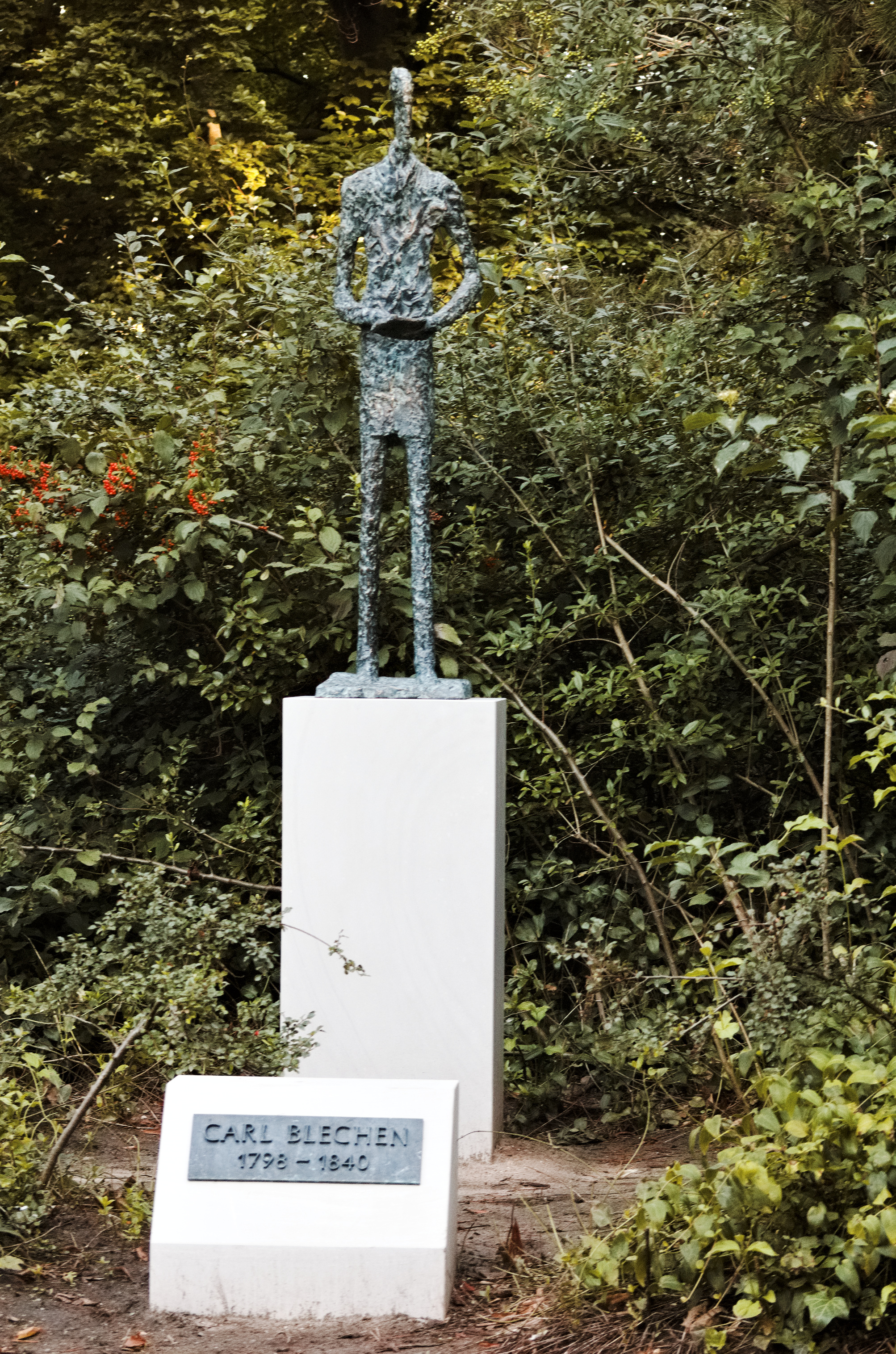
Das neu gestaltete Denkmal von 2023

Letztendlich wurde doch eine neu gestaltete Skulptur in Carl-Blechen-Park eingeweiht, die sich an der gleichen Stelle wie das Original befindet. Das neue Denkmal wurde am 29. Juli 2023 zusammen vom Cottbuser Oberbürgermeister Tobias Schick und Künstler Steffen Mertens präsentiert. Im September 2023 wurde die Skulptur wieder abgebaut, nachdem sie zuvor vermutlich erneut von Metalldieben beschädigt worden war.